# Enrico Paoli
Enrico Paoli (* 13. Januar 1908 in Triest; † 15. Dezember 2005 in Reggio nell’Emilia) war ein italienischer Schachspieler und Schachkomponist.

## Schachspieler und Redakteur
Paoli erlernte im Alter von neun Jahren von einem Kunden im Geschäft seiner Mutter das Schachspiel. Er wurde dreimal (1951, 1957, 1968) italienischer Meister und initiierte 1958 in Reggio nell’Emilia das Schachturnier Torneo di Capodanno, das seitdem jährlich ausgetragen wird. Er nahm mit der italienischen Mannschaft an den Schacholympiaden 1954, 1970, 1972 und 1976 teil. Paoli schrieb zahlreiche Schachbücher und trug ab 1950 zur Schachzeitschrift L'Italia Scacchistica bei. 1974 war er Schiedsrichter der Schacholympiade in Nizza. Im Juni 2004 musste er wegen einer Augenkrankheit aufhören, über Schach zu schreiben.
Vereinsschach spielte er beim AS Reggiana, mit dem er am European Club Cup 1994 teilnahm.
Paoli wurde 1951 zum Internationalen Meister ernannt, verpasste 1969 um einen halben Punkt den Großmeister-Titel, aber bekam 1996 vom Weltschachverband FIDE den Ehren-Großmeistertitel ehrenhalber verliehen.
Paoli nahm bis 2004 an Turnieren teil, wobei er spätestens ab 2003 für den Schweizerischen Schachbund gemeldet war. Laut Bill Wall war Paoli mit 97 Jahren der älteste aktive Schachspieler, dieser Rekord wurde jedoch inzwischen von Francisco Benkö überholt.

## Schachkomposition
Mehr als 150 Studien von Enrico Paoli wurden in vielen Ländern veröffentlicht.
|   | a | b | c | d | e | f | g | h |   |
| 8 |   |   |   |   |   |   |   |   | 8 |
| 7 |   |   |   |   |   |   |   |   | 7 |
| 6 |   |   |   |   |   |   |   |   | 6 |
| 5 |   |   |   |   |   |   |   |   | 5 |
| 4 |   |   |   |   |   |   |   |   | 4 |
| 3 |   |   |   |   |   |   |   |   | 3 |
| 2 |   |   |   |   |   |   |   |   | 2 |
| 1 |   |   |   |   |   |   |   |   | 1 |
|   | a | b | c | d | e | f | g | h |   |

Lösung:

Der schwarze Freibauer hält zunächst noch das Gleichgewicht.

1. Lxb7 d5 schließt die Diagonale, wird aber zum Block.

2. Kc2 Kb5

3. c4+ Kxc4 Das Umwandlungsfeld soll nicht preisgegeben werden. 3. … Ka4 4. Kb2

4. La6 matt

## Privates
Im Alter von 18 Jahren erhielt Paoli eine Lizenz zum Schiffskapitän und war anschließend sieben Jahre lang für Lloyds of Trieste auf dem Meer unterwegs. Auf seinen Reisen erlernte er mehrere Sprachen. Außerdem erwarb er einen Universitätsabschluss in Geschäftsführung. Nach dem Zweiten Weltkrieg siedelte sich Paoli in Reggio nell’Emilia an, wo er als Lehrer in einer Grundschule tätig war.
Paoli war 70 Jahre lang verheiratet, aus der Ehe ging eine Tochter namens Livia hervor. 2005 wurde Paoli in ein Krankenhaus eingeliefert, wo er sich mindestens einen Monat aufhielt und in der Nacht des 15. Dezember 2005 verstarb.